# Исландия на летних Олимпийских играх 2008
Исландия на летних Олимпийских играх 2008 была представлена Олимпийским комитетом Исландии (ОКИ). В Олимпиаде участвовало 29 исландских спортсменов. 15 из них — мужская сборная Исландии по гандболу, выигравшая единственную серебряную медаль сборной на этой Олимпиаде.

## Награды

### Серебро
| Серебро |                                      |                         |
| №       | Спортсмены                           | Вид спорта (дисциплина) |
| 1       | Мужская сборная Исландии по гандболу | Гандбол (мужчины)       |

## Состав сборной

### Бадминтон
Женщины
| Спортсмен            | Соревнование | 1 раунд                        | 2 раунд               | 3 раунд               | Четрвертьфинал        | Полуфинал             | Финал                 | Финал |
| Спортсмен            | Соревнование | Соперник Результат             | Соперник Результат    | Соперник Результат    | Соперник Результат    | Соперник Результат    | Соперник Результат    | Место |
| -------------------- | ------------ | ------------------------------ | --------------------- | --------------------- | --------------------- | --------------------- | --------------------- | ----- |
| Рагна Ингольфсдоттир | Singles      | Хиросе (JAP) L 6-21, 7-19 ret. | Закончила выступление | Закончила выступление | Закончила выступление | Закончила выступление | Закончила выступление |       |

### Гандбол
Мужская сборная
Мужская сборная Исландии по гандболу завоевала серебряную медаль Олимпиады в составе: Александер Петерссон, Арнёр Атласон, Асгейр Ёрн Хальмгриссон, Бьёргвин Палл Густавссон, Гудьён Валур Сигурдссон, Хрейдар Гудмундссон, Ингимундур Ингимундарсон, Логи Элдон Гейрссон, Олафур Стефанссон, Роберт Гуннарссон, Сигфус Сигурдссон, Снорри Стейнн Гудьёнссон, Стурла Асгейрссон, Сверре Андреас Якобссон.
Запасные: Бьярни Фритцсон
Групповой этап
| Место            | Команда | В | Н | П | МЗ  | МП  | МР | Очки |
| ---------------- | ------- | - | - | - | --- | --- | -- | ---- |
| Республика Корея | 5       | 3 | 0 | 2 | 122 | 129 | −7 | 6    |
| Дания            | 5       | 2 | 2 | 1 | 137 | 131 | 6  | 6    |
| Исландия         | 5       | 2 | 2 | 1 | 151 | 146 | 5  | 6    |
| Россия           | 5       | 2 | 1 | 2 | 136 | 131 | 5  | 5    |
| Германия         | 5       | 2 | 1 | 2 | 126 | 130 | −4 | 5    |
| Египет           | 5       | 0 | 2 | 3 | 127 | 132 | −5 | 2    |

Всё время Китайское стандартное время (UTC+8)
| 10 августа 2008 10:45 | Отчёт | Россия     | 31:33 (16:19) | Исландия      | Олимпийский центр спорта, Пекин Судьи: Крстич, Любич |
| 10 августа 2008 10:45 | Отчёт | Игропуло 9 | Голы          | Гудьонссон 12 | Олимпийский центр спорта, Пекин Судьи: Крстич, Любич |

| 12 августа 2008 20:45 | Отчёт | Исландия     | 33:29 (17:14) | Германия | Олимпийский центр спорта, Пекин Судьи: Бор, Бю |
| 12 августа 2008 20:45 | Отчёт | Гудьонссон 8 | Голы          | Краус 13 | Олимпийский центр спорта, Пекин Судьи: Бор, Бю |

| 14 августа 2008 14:00 | Отчёт | Республика Корея | 22:21 (10:9) | Исландия                | Олимпийский центр спорта, Пекин Судьи: Баум, Горалчик |
| 14 августа 2008 14:00 | Отчёт | Кьюн Шинь Юнь 6  | Голы         | Герссон 5, Сигурдссон 5 | Олимпийский центр спорта, Пекин Судьи: Баум, Горалчик |

| 16 августа 2008 20:45 | Отчёт | Дания      | 32:32 (18:17) | Исландия     | Олимпийский центр спорта, Пекин Судьи: Канбро, Клаессон |
| 16 августа 2008 20:45 | Отчёт | Ноддесбо 6 | Голы          | Гудьонссон 8 | Олимпийский центр спорта, Пекин Судьи: Канбро, Клаессон |

| 18 августа 2008 09:00 (UTC+8) | Отчёт | Исландия      | 32:32 (14:17) | Египет | Олимпийский центр спорта, Пекин Судьи: Дин, Дину |
| 18 августа 2008 09:00 (UTC+8) | Отчёт | Сигурдссон 10 | Голы          | Заки 9 | Олимпийский центр спорта, Пекин Судьи: Дин, Дину |

Четвертьфинал
| 20 августа 2008 14:15 | Отчёт | Исландия    | 32:30 (19:14) | Польша               | Олимпийский центр спорта, Пекин Судьи: Бор, Бю |
| 20 августа 2008 14:15 | Отчёт | Петерссон 6 | Голы          | Яхлевски 6, Ткачик 6 | Олимпийский центр спорта, Пекин Судьи: Бор, Бю |

Полуфинал
| 22 августа 2008 20:15 | Отчёт | Исландия                | 36:30 (17:15) | Испания | Олимпийский центр спорта, Пекин Судьи: Крстич, Любич |
| 22 августа 2008 20:15 | Отчёт | Герссон 7, Сигурдссон 7 | Голы          | Рокас 7 | Олимпийский центр спорта, Пекин Судьи: Крстич, Любич |

Финал
| 24 августа 2008 15:45 | Отчёт | Франция     | 28:23 (15:10) | Исландия     | Олимпийский центр спорта, Пекин Судьи: Лемме, Ульрих |
| 24 августа 2008 15:45 | Отчёт | Карабатич 8 | Голы          | Стефанссон 5 | Олимпийский центр спорта, Пекин Судьи: Лемме, Ульрих |

### Дзюдо
Мужчины
| Спортсмен             | Категория | Предварительный раунд | 1/32                        | 1/16                       | Четвертьфиналы       | Полуфиналы           | Финал                | Первый доп. раунд    | Утешительный четвертьфинал | Утешительный полуфинал | За 3 место Финал   |
| Спортсмен             | Категория | Соперник Результат    | Соперник Результат          | Соперник Результат         | Соперник Результат   | Соперник Результат   | Соперник Результат   | Соперник Результат   | Соперник Результат         | Соперник Результат     | Соперник Результат |
| --------------------- | --------- | --------------------- | --------------------------- | -------------------------- | -------------------- | -------------------- | -------------------- | -------------------- | -------------------------- | ---------------------- | ------------------ |
| Þormóður Árni Jónsson | От 100 кг |                       | Фигуэйро (PUR) W 10001/0001 | Роудаки (IRI) L 0001/10001 | Закончил выступление | Закончил выступление | Закончил выступление | Закончил выступление | Закончил выступление       | Закончил выступление   |                    |

### Лёгкая атлетика
Мужчины
| Спортсмен            | Соревнование   | Квалификация | Квалификация | Финал                | Финал                |
| Спортсмен            | Соревнование   | Результат    | Место        | Результат            | Место                |
| -------------------- | -------------- | ------------ | ------------ | -------------------- | -------------------- |
| Бергур Инги Петерсон | Метание молота | 71.63        | 25           | Закончил выступление | Закончил выступление |

Женщины
| Спортсмен             | Соревнование    | Предварительный раунд | Предварительный раунд | Полуфинал             | Полуфинал             | Финал                 | Финал                 |
| Спортсмен             | Соревнование    | Результат             | Место                 | Результат             | Место                 | Результат             | Место                 |
| --------------------- | --------------- | --------------------- | --------------------- | --------------------- | --------------------- | --------------------- | --------------------- |
| Порей Эдда Элисдоттир | Прыжки с шестом | 4.15                  | 23                    | Закончила выступление | Закончила выступление | Закончила выступление | Закончила выступление |
| Асдис Яльмсдоттир     | Метание копья   | 48.59                 | 50                    | Закончила выступление | Закончила выступление | Закончила выступление | Закончила выступление |

### Плавание
Спортсменов — 8
Мужчины
| Спортсмен             | Соревнование         | Предварительные заплывы | Предварительные заплывы | Полуфиналы           | Полуфиналы           | Финал                | Финал                |
| Спортсмен             | Соревнование         | Результат               | Место                   | Результат            | Место                | Результат            | Место                |
| --------------------- | -------------------- | ----------------------- | ----------------------- | -------------------- | -------------------- | -------------------- | -------------------- |
| Арни Мар А́рнарсон     | 50 м вольным стилем  | 22.81 NR                | 44                      | Закончил выступление | Закончил выступление | Закончил выступление | Закончил выступление |
| Орн Арнарсон          | 100 м вольным стилем | 50.68                   | 49                      | Закончил выступление | Закончил выступление | Закончил выступление | Закончил выступление |
| Орн Арнарсон          | 100 м на спине       | 56.15                   | 35                      | Закончил выступление | Закончил выступление | Закончил выступление | Закончил выступление |
| Якоб Йоханн Свейнссон | 100 м брассом        | 1:02.50                 | 47                      | Закончил выступление | Закончил выступление | Закончил выступление | Закончил выступление |
| Якоб Йоханн Свейнссон | 200 м на брассом     | 2:15.58                 | 38                      | Закончил выступление | Закончил выступление | Закончил выступление | Закончил выступление |
| Хйортур Мар Рейниссон | 100 м баттерфляй     | 54.17                   | 52                      | Закончил выступление | Закончил выступление | Закончил выступление | Закончил выступление |

Женщины
| Спортсмен                 | Соревнование              | Предварительные заплывы | Предварительные заплывы | Полуфиналы            | Полуфиналы            | Финал                 | Финал                 |
| Спортсмен                 | Соревнование              | Результат               | Место                   | Результат             | Место                 | Результат             | Место                 |
| ------------------------- | ------------------------- | ----------------------- | ----------------------- | --------------------- | --------------------- | --------------------- | --------------------- |
| Сара Блэйк Бэйтмэн        | 100 м на спине            | 1:03.82                 | 41                      | Закончила выступление | Закончила выступление | Закончила выступление | Закончила выступление |
| Эрла Догг Харальдсдоттир  | 100 м брассом             | 1:11.78                 | 40                      | Закончила выступление | Закончила выступление | Закончила выступление | Закончила выступление |
| Эрла Догг Харальдсдоттир  | 200 комплексным плаванием | 2:20.53                 | 35                      | Закончила выступление | Закончила выступление | Закончила выступление | Закончила выступление |
| Рагнхейдюр Рагнарсдоуттир | 50 м вольным стилем       | 25.82                   | 36                      | Закончила выступление | Закончила выступление | Закончила выступление | Закончила выступление |
| Рагнхейдюр Рагнарсдоуттир | 100 м вольным стилем      | 56.35                   | 35                      | Закончила выступление | Закончила выступление | Закончила выступление | Закончила выступление |
| Сигрун Бра Сверрисдоттир  | 200 м вольным стилем      | 2:04.82                 | 45                      | Закончила выступление | Закончила выступление | Закончила выступление | Закончила выступление |